# Alujamyia bella
Alujamyia bella är en tvåvingeart som beskrevs av Allen L.Norrbom 2006. Alujamyia bella ingår i släktet Alujamyia och familjen borrflugor. Inga underarter finns listade i Catalogue of Life.